# Joel Fry (aktor)
Joel Fry (ur. 20 maja 1985 w Londynie) – brytyjski aktor.
Znany głównie z roli Hizdahra zo Loraqa w serialu Gra o tron. Wystąpił także w filmach 10 000 BC: Prehistoryczna legenda, Tamara i mężczyźni, Yesterday czy Cruella. Jest absolwentem Royal Academy of Dramatic Art.
Był także członkiem zespołu muzycznego Animal Circus.

## Filmografia

### Filmy
- 2008: 10 000 BC: Prehistoryczna legenda jako Lu'kibu
- 2010: Tamara i mężczyźni jako Steve Culley
- 2018: Benjamin jako Stephen
- 2019: Yesterday jako Rocky
- 2020: Pokochaj, poślub, powtórz jako Bryan
- 2020: Silent Night jako Seamus
- 2021: Cruella jako Jasper
- 2021: In the Earth jako Dr. Martin Lowery

### Seriale
- 2006: The Bill jako Darrel Cunningham / Baxter Ryan
- 2008: Massive jako Swing
- 2009: No Signal! jako różne postacie
- 2011-2012: White Van Man jako Darren
- 2011-2013: Między kasą a zapleczem jako Leighton
- 2012: Public Enemies jako Darren Nunn
- 2013: Plebs jako Stylax
- 2014-2017: W1A jako Karl Marx
- 2014-2015: Gra o tron jako Hizdahr zo Loraq
- 2015: Śmierć pod palmami jako Steve Taylor
- 2015: You, Me and the Apocalypse jako Dave Bosley
- 2015-2017: Drunk History jako Gilbert Gilfrord / książę Albert
- 2016: Ordinary Lies jako Billy 'Toke' Tokington
- 2018: Requiem jako Hal
- 2019: This Time with Alan Patridge jako Rod